# 심태식
심태식(沈泰植, 1923년 4월 27일 ~ 2015년 5월 7일)은 대한민국의 법학자이자 교육인이다. 제5대 경희대학교 총장을 역임하였다.

## 인물
1923년 경성부에서 태어나 1951년에 서울대학교 법과대학을 졸업한 후 1955년에 경희대학교 교수로 임용됐고, 1975년에는 경희대학교 대학원에서 법학박사 학위를 받았다. 1970년에는 사법고시 위원과 행정고시 위원, 1978년 ~ 1980년에는 경희대학교 기획관리실장, 1981년 보건사회부 정책자문위원과 중앙노동위원회 공익위원을 역임했고, 1982년 10월에는 경희대학교 공과대학을 수원으로 이전하는 것을 놓고 학내 농성 사태에 대한 책임을 지고 총장직에서 물러난 안치열 총장의 후임으로 경희대학교 총장으로 부임했다.
그러나 1984년 10월에 수원캠퍼스 사건과 일부 단과대학 폐지와 관련한 학내 사태가 또다시 일어나게 되면서 학내 사태에 대한 책임을 지고 총장직에서 물러났고 이후 1988년부터 1990년까지 경희대학교 법과대학 명예교수를 역임했고 경향신문과 한국일보 논설위원을 역임했다.
2015년 5월 7일에 향년 92세의 일기로 사망했다.

## 학력
- 1947년: 경성법학전문학교
- 1951년: 서울대학교 법과대학 법학 학사
- 1975년: 경희대학교 대학원 법학박사

## 주요 경력
- 1955년 : 경희대학교 교수
- 1970년 : 사법고시, 행정고시 위원
- 1977년 : 아산사회복지재단 자문위원
- 1978년 ~ 1980년 : 경희대학교 기획관리실장
- 1981년 : 보건사회부 정책자문위원
- 1981년 : 중앙노동위원회 공익위원
- 1982년 ~ 1984년 : 제5대 경희대학교 총장
- 1984년 : 경희대학교 법과대학 교수
- 1987년 ~ 1989년 : 한국노동법학회 회장
- 1988년 ~ 1990년 : 경희대학교 법과대학 명예교수
- 경향신문, 한국일보 논설위원

## 저서
- 《법학통론》(1958년)
- 《노동법》(1958년)
- 《법제대의》(1963년)
- 《축조근로기준법해설》(1979년)
- 《노동법개론》(1989년)